# Jeg var gul
Jeg var gul er en dansk dokumentarfilm fra 1972, der er instrueret af Jørgen Lyd Nielsen, Steen Lange og Steen Mayne.

## Handling
Sporvognswestern fra Linje 5's sidste tur i april 1972. Alt i alt har København mistet nogle meget fornemme transportmidler, og dette tab lader sig ikke erstatte uden videre... Det er en gåde, hvordan man har tilladt embedsmænd og politikere at forvalte byens fælles ejendom så talentløst, som det er sket med udryddelsen af disse for København så typiske og fine, gule sporvogne.